# James Lovelock

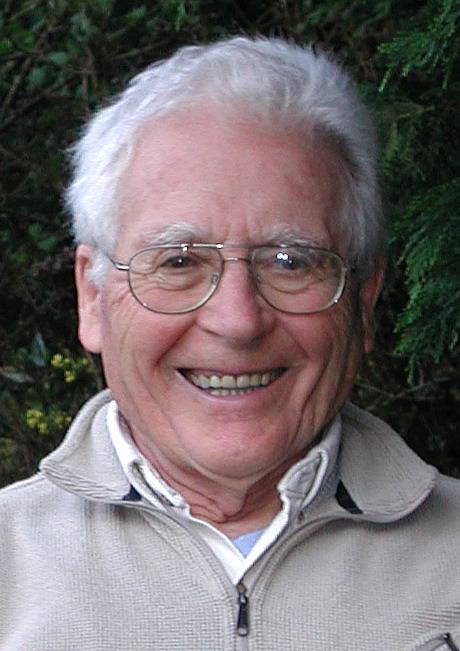
James Lovelock, 2005

James Ephraim Lovelock (CH, CBE, FRS; * 26. Juli 1919 in Letchworth Garden City, Hertfordshire, England; † 26. Juli 2022 in Abbotsbury, Dorset, England) war ein unabhängiger britischer Wissenschaftler, Erfinder und Umweltschützer mit Universitätsabschlüssen in Chemie, Medizin und Biophysik. Als Autor zahlreicher populärwissenschaftlicher Bücher und Beiträge zum Thema Umwelt und Zukunft der Menschheit galt er als einflussreicher Vordenker der Ökologiebewegung.
Durch die Erfindung des Elektroneneinfangdetektors und seine Messungen zur Verbreitung von FCKW in der Erdatmosphäre 1971 leistete er einen wichtigen Beitrag zur Entdeckung des Ozonlochs. Einer breiteren Öffentlichkeit wurde Lovelock ab Mitte der 1970er-Jahre bekannt, als er zusammen mit Lynn Margulis die Gaia-Hypothese zur Physiologie der Erde entwickelte.
Ab 1974 war James Lovelock Mitglied der Royal Society, ab 1994 Honorary Visiting Fellow am Green Templeton College der Universität Oxford.

## Leben
Lovelock wuchs in seinem Geburtsort in einer Quäkergemeinde auf. Im Zweiten Weltkrieg verweigerte er zunächst entsprechend den Lehren seiner Religionsgemeinschaft den Wehrdienst, meldete sich aber später freiwillig, nachdem er mehr über die Gräueltaten des NS-Staates erfahren hatte. Die Rekrutierungskommission entschied jedoch, dass seine medizinische Arbeit wichtiger sei als eine militärische Verwendung. So konnte er seine Arbeit in Großbritannien fortsetzen und zugleich 1941 einen weiteren Abschluss als Bachelor in Chemie an der Universität Manchester machen. Bei einer Forschungsaufgabe im Jahr 1942, die klären sollte, ab welchen Temperaturen Zellen von Lebewesen beschädigt werden, standen ihm ursprünglich Kaninchen zur Verfügung, die anästhetisiert werden sollten. Aus Achtung vor fremdem Leben führte er seine Versuche jedoch an eigenen Hautzellen durch.
1948 promovierte er an der London School of Hygiene and Tropical Medicine zum Ph.D. Von 1954 bis 1955 nahm er ein Auslandsstipendium (Rockefeller Travelling Fellowship in Medicine) an der Medical School der Harvard University in Boston wahr. 1958 war er Visiting Scientist an der Medical School der Yale University. 1959 erreichte er an der University of London einen Abschluss in Biophysik.
Von 1961 bis 1964 war James Lovelock Professor für Chemie am Baylor College of Medicine in Houston, Texas. Zugleich entwickelte er im Auftrag der NASA Instrumente zur Analyse extraterrestrischer Atmosphären. Ab 1964 führte er in den USA ein unabhängiges wissenschaftliches Labor.
Seine akademische Tätigkeit als Gastprofessor behielt er jedoch bei, zuerst an der Universität Houston, dann an der Universität Reading im Vereinigten Königreich. Ab 1982 war er Vorstandsmitglied der Marine Biological Association at Plymouth und von 1986 bis 1990 deren Präsident.
Im Jahr 2000 veröffentlichte Lovelock eine Autobiographie.
Bis zu ihrem Tod 1989 war James Lovelock 47 Jahre lang mit seiner Frau Helen (geborene Hyslop) verheiratet. Im Jahre 1991 heiratete er Sandra Orchard.
In einem Bericht der Zeitung Die Welt aus dem Jahr 2016 war zu lesen, dass der damals 97-Jährige kaum gesundheitliche Probleme habe. Es hieß: „Das hohe Alter scheint seinem Körper nichts anzuhaben, er braucht keinen Stock, steht behände aus dem Sessel auf und ist am Wochenende erst zwölf Kilometer die Küstenhänge hinausmarschiert.“ Lovelock starb an seinem 103. Geburtstag an den Folgen eines sechs Monate zuvor erlittenen schweren Sturzes. Er hinterließ seine Frau Sandra, zwei Töchter und zwei Söhne.

## Arbeitsschwerpunkte

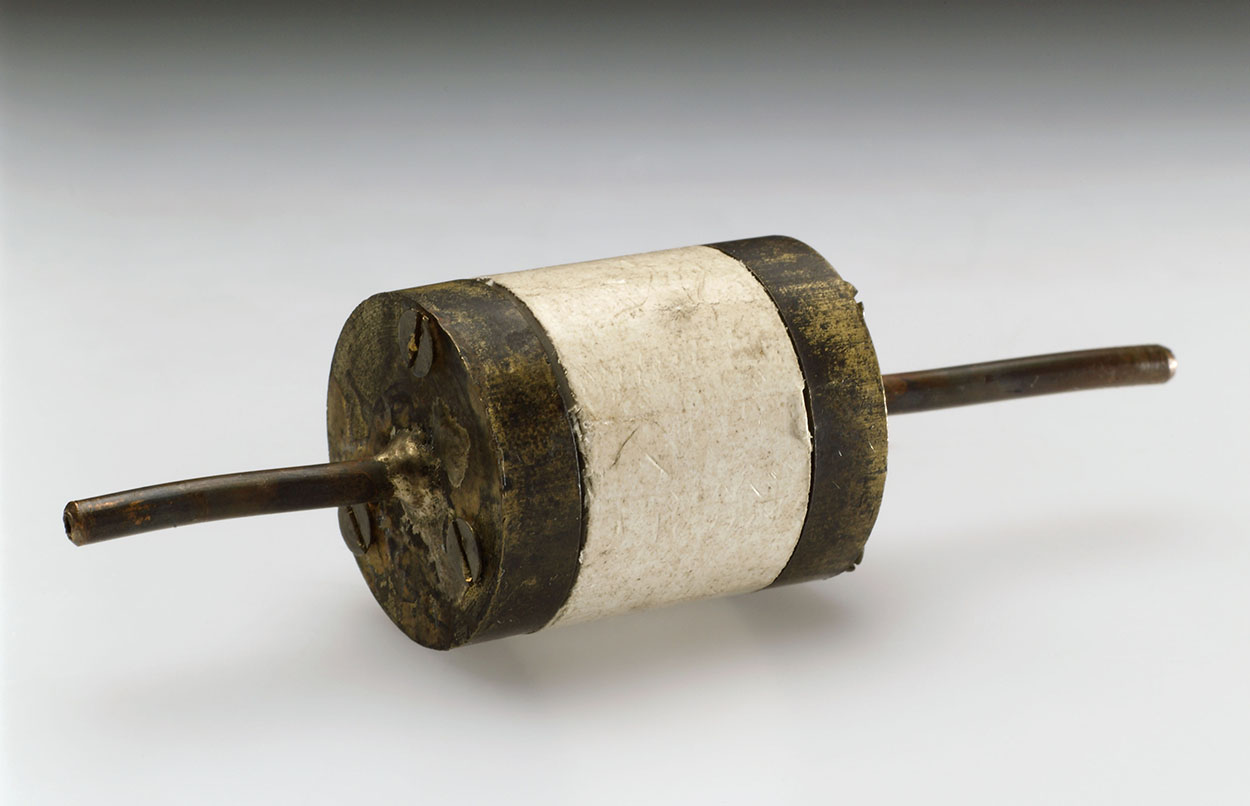
Lovelocks Elektroneneinfangdetektor

James Lovelocks Interesse galt der Wissenschaft des Lebens, ursprünglich der Medizin, später der Erde als biologischem Gesamtsystem. Seine Spezialgebiete waren die Atmosphärenchemie, die Geophysiologie und die „Systemwissenschaft der Erde“. Sein zweites Interessengebiet war die Instrumentenentwicklung. Lovelock entwickelte den Elektroneneinfangdetektor (ECD), der in der Umweltanalytik von großer Bedeutung ist. Erst mit dem ECD wurde es möglich, chlorierte Umweltgifte wie FCKW, PCB und chlorierte Pestizide wie DDT durch Gaschromatographie auch in geringen Spuren nachzuweisen.

## Position zur Atomenergie
Lovelock entwickelte maßgeblich die Gaia-Hypothese, nach der die Erde samt der sie umhüllenden Atmosphäre wie ein Lebewesen betrachtet werden kann. Gaia war die griechische Göttin der Erde; die Wahl dieses Namens geht auf eine Idee des Literaturnobelpreisträgers William Golding zurück, mit dem Lovelock befreundet war. Ab 2004 mischte sich Lovelock streitbar in die Diskussion um die Klimakrise und die Zukunft der Biosphäre ein. Er vertrat die Ansicht, dass durch den vom Menschen verursachten Klimawandel die Erde in naher Zukunft weitgehend unbewohnbar werden würde.
Mit seiner These, dass die massive Nutzung der Kernkraft gegenüber der massiven Nutzung fossiler Brennstoffe das kleinere Übel sei, da nur so die verheerenden Folgen des Klimawandels abgemildert werden könnten, stieß er viele Umweltaktivisten vor den Kopf. In den Folgejahren legte er seine Überzeugungen in den beiden Büchern Gaias Revenge (2006) und Vanishing Face (2009) dar, ferner in diversen Zeitungsartikeln, etwa in The Independent vom 16. Januar 2006.
Ein umfangreiches Medienecho gab es in der deutschen Presse. Hier war ein Hauptkritikpunkt, dass Lovelock die Atomenergie über- und die erneuerbaren Energien unterschätze. Sein Eintreten für die Atomenergie beruhte darauf, dass er glaubte, nur unter Nutzung dieser Möglichkeit könne der CO2-Ausstoß schnell und nachhaltig reduziert werden.
Lovelock wies auch auf die Möglichkeit hin, die Menschheit mit rechtzeitig abgeschossenen Raketen und Atomsprengköpfen vor Meteoriteneinschlägen zu schützen.

## Auszeichnungen
| - 1974: Mitglied der Royal Society - 1975: Tswett Medal for Chromatography - 1980: American Chemical Society’s award for Chromatography - 1986: Silbermedaille und Preis des „Plymouth Marine Laboratory“ - 1988: Norbert Gerbier Prize der Welt Meteorologie Organisation - 1990: Amsterdam Prize for the Environment, vergeben durch die Königlich-Niederländische Akademie der Wissenschaften - 1990: Ernennung zum Commander of the Order of the British Empire (CBE) - 1993: Ehrendoktor der Universität Edinburgh | - 1996: Nonino Prize und Volvo Environment Prize - 1996: Ehrendoktor der University of Kent - 1996: Ehrendoktor der University of East London - 1997: Ehrendoktor der University of Colorado - 1997: Japan’s Blue Planet Prize - 2003: Ernennung zum Companion of Honour (CH) - 2006: Wollaston Medal der Geological Society of London - 2008: Fellow der American Association for the Advancement of Science - 2009: Benennung des Asteroiden (51663) Lovelock nach ihm |

## Veröffentlichungen
James Lovelock war Autor von über 200 wissenschaftlichen Veröffentlichungen in Medizin, Biologie, Instrumentenforschung und Geophysiologie und Inhaber von über 50 Patenten, zumeist für Detektoren zur chemischen Analyse.
Populärwissenschaftliche Bücher
- 1979: Gaia: A new Look at Life on Earth
  - Unsere Erde wird überleben. Gaia: eine optimistische Ökologie. Piper, München 1982, ISBN 3-492-02580-3.
- 1988: The ages of Gaia. Norton, New York 1988, ISBN 0-393-02583-7.
  - Das Gaia-Prinzip. Die Biographie unseres Planeten. Artemis und Winkler, Zürich/München 1991, ISBN 3-7608-1050-0. Neuauflage mit Einführung von Ugo Bardi. Übersetzung aus dem Englischen ins Deutsche Barbara Müller und Peter Gillhofer. Oekom-Verlag, München 2021, ISBN 978-3-96238-212-4.
- 1991: Gaia: The Practical Science of Planetary Medicine. Gaia Books, London 1991, ISBN 1-85675-040-X.
  - Gaia. Die Erde ist ein Lebewesen. Was wir heute über Anatomie und Physiologie des Organismus Erde wissen und wie wir ihn vor der Gefährdung durch den Menschen bewahren können. Scherz, München 1992, ISBN 3-502-17420-2.
- 2000: Homage to Gaia. Oxford University Press, Oxford 2000, ISBN 0-19-286213-8.
- 2006: The Revenge of Gaia. Why the Earth is Fighting Back and How We Can Still Save Humanity. Allen Lane, London 2006, ISBN 0-465-04168-X
  - Gaias Rache. Warum die Erde sich wehrt. List, Berlin 2007, ISBN 3-471-79550-2.
- 2009: The Vanishing Face of Gaia: A Final Warning. Allen Lane, London 2009, ISBN 978-1-84614-185-0.
- 2015: A Rough Ride to the Future. Penguin Verlag, München 2015, ISBN 0-241-96141-6.
- 2016: James Lovelock et al. Die Erde und ich. Taschen, Köln 2016, ISBN 978-3-8365-5391-9.
- 2019: Novacene: The coming age of hyperintelligence. Allen Lane, London 2019, ISBN 978-0-241-39936-1.
  - Novozän: Das kommende Zeitalter der Hyperintelligenz. C.H.Beck, München 2020, ISBN 978-3-406-74568-3.